# Yannick Carrasco
Yannick Ferreira Carrasco (ur. 4 września 1993 w Ixelles) – belgijski piłkarz występujący na pozycji pomocnika w saudyjskim klubie Asz-Szabab Rijad. Posiada obywatelstwo portugalskie i hiszpańskie.

## Kariera klubowa
Monaco
Yannick dołączył do Monaco w 2010, a zadebiutował 30 lipca 2012 roku w meczu Ligue 2, w którym przeciwnikiem był Tours FC. Klub z księstwa wygrał 4:0, a Carrasco otworzył wynik wykorzystanym rzutem wolnym. W debiutanckim sezonie wystąpił w 27 spotkaniach strzelając 6 goli i zaliczając tyle samo asyst. Monaco wywalczyło wtedy awans do Ligue 1.
Atletico Madryt
10 lipca 2015 roku Atletico kupiło go za kwotę 20 mln €. Jego ligowy debiut nastąpił 30 sierpnia 2015 roku w meczu z Sevillą. W 70 minucie zmienił Ólivera Torresa.
Dalian Yifang
26 lutego 2018 roku przeszedł z Atlético Madryt do chińskiego Dalian Yifang za 30 mln€. 3 marca 2018 roku, w pierwszym swoim meczu w klubie, przegrał on 0:8 z Shanghai SIPG.

## Klubowe statystyki
(aktualne na dzień 4 czerwca 2025)
| Klub               | Sezon              | Liga                 | Liga  | Liga   | Puchar | Puchar | Puchar Ligi | Puchar Ligi | Kontynentalne | Kontynentalne | Suma  | Suma   |
| Klub               | Sezon              | Liga                 | Mecze | Bramki | Mecze  | Bramki | Mecze       | Bramki      | Mecze         | Bramki        | Mecze | Bramki |
| ------------------ | ------------------ | -------------------- | ----- | ------ | ------ | ------ | ----------- | ----------- | ------------- | ------------- | ----- | ------ |
| AS Monaco          | 2012/13            | Ligue 2              | 27    | 6      | 2      | 0      | 2           | 2           | –             | –             | 31    | 8      |
| AS Monaco          | 2013/14            | Ligue 1              | 18    | 3      | 4      | 1      | 0           | 0           | –             | –             | 22    | 4      |
| AS Monaco          | 2014/15            | Ligue 1              | 36    | 6      | 4      | 0      | 2           | 1           | 10            | 1             | 52    | 8      |
| Atlético Madryt    | 2015/16            | Primera División     | 29    | 4      | 5      | 0      | –           | –           | 9             | 1             | 43    | 5      |
| Atlético Madryt    | 2016/17            | Primera División     | 35    | 10     | 6      | 2      | –           | –           | 12            | 2             | 53    | 14     |
| Atlético Madryt    | 2017/18            | Primera División     | 17    | 3      | 5      | 1      | –           | –           | 6             | 0             | 28    | 4      |
| Dalian Yifang      | 2018               | Chinese Super League | 25    | 7      | 1      | 0      | –           | –           | –             | –             | 26    | 7      |
| Dalian Yifang      | 2019               | Chinese Super League | 25    | 17     | 1      | 0      | –           | –           | –             | –             | 26    | 17     |
| Atlético Madryt    | 2019/20            | Primera División     | 15    | 1      | 0      | 0      | –           | –           | 1             | 0             | 16    | 1      |
| Atlético Madryt    | 2020/21            | Primera División     | 30    | 6      | 0      | 0      | –           | –           | 5             | 1             | 35    | 7      |
| Atlético Madryt    | 2021/22            | Primera División     | 34    | 6      | 3      | 0      | –           | –           | 7             | 0             | 44    | 6      |
| Atlético Madryt    | 2022/23            | Primera División     | 35    | 7      | 3      | 2      | –           | –           | 6             | 1             | 44    | 10     |
| Atlético Madryt    | 2023/24            | Primera División     | 3     | 0      | 0      | 0      | –           | –           | 0             | 0             | 3     | 0      |
| Al-Shabab          | 2023/24            | Saudi Pro League     | 24    | 7      | 3      | 4      | –           | –           | 0             | 0             | 27    | 11     |
| Al-Shabab          | 2024/25            | Saudi Pro League     | 16    | 2      | 2      | 0      | –           | –           | 0             | 0             | 18    | 2      |
| Ogólnie w karierze | Ogólnie w karierze | Ogólnie w karierze   | 369   | 85     | 39     | 10     | 4           | 3           | 56            | 6             | 468   | 104    |

## Sukcesy

### AS Monaco
- Ligue 2: 2012/13

### Atletico Madryt
- Mistrzostwo Hiszpanii: 2020/21
- Liga Europy UEFA: 2017/18

### Reprezentacyjne
- 3. miejsce na Mistrzostwach świata: 2018